# Đỗ Đình Chữ
Đỗ Đình Chữ (sinh năm 1968) là kiểm sát viên người Việt Nam. Ông hiện giữ chức vụ Chánh Văn phòng Viện kiểm sát nhân dân tối cao. Ông từng là Viện trưởng Viện kiểm sát nhân dân tỉnh Phú Thọ.

## Tiểu sử
Đỗ Đình Chữ sinh ngày 18 tháng 3 năm 1968, người dân tộc Kinh, không theo tôn giáo nào, quê quán tại xã Hương Nộn, huyện Tam Nông, tỉnh Phú Thọ.
Đỗ Đình Chữ là đảng viên Đảng Cộng sản Việt Nam.
Tháng 12 năm 2013, Ban thường vụ Tỉnh ủy Phú Thọ điều động chỉ định Đỗ Đình Chữ, Phó Chủ nhiệm Ủy ban Kiểm tra Tỉnh ủy Phú Thọ, tham gia Ban chấp hành, Ban thường vụ và giữ chức vụ Phó Bí thư Huyện ủy Tam Nông, tỉnh Phú Thọ.
Ngày 29 tháng 9 năm 2015, Đỗ Đình Chữ là một trong số 55 đảng viên trúng cử Ban chấp hành Đảng bộ tỉnh Phú Thọ khóa 18 nhiệm kỳ 2015 – 2020.
Tháng 3 năm 2016, Đỗ Đình Chữ là Phó Viện trưởng Viện kiểm sát nhân dân tỉnh Phú Thọ.
Tháng 7 năm 2016, Đỗ Đình Chữ được Viện trưởng Viện kiểm sát nhân dân tối cao Việt Nam tặng Bằng khen do có thành tích trong phong trào thi đua thực hiện cuộc vận động xây dựng đội ngũ cán bộ, Kiểm sát viên "Vững về chính trị, giỏi về nghiệp vụ, tinh thông về pháp luật, công tâm và bản lĩnh, kỷ cương và trách nhiệm" năm 2016.
Năm 2017, Đỗ Đình Chữ là Ủy viên BCH Trung ương Hội Luật gia Việt Nam, Phó Viện trưởng Viện kiểm sát nhân dân tỉnh Phú Thọ, Chủ tịch Hội Luật gia tỉnh Phú Thọ.
Tháng 5 năm 2018, Đỗ Đình Chữ là Tỉnh ủy viên, Ủy viên Ban Cán sự Đảng Cộng sản Việt Nam, Phó Viện trưởng Viện kiểm sát nhân dân tỉnh Phú Thọ.
Từ ngày 1 tháng 4 năm 2019, Đỗ Đình Chữ, Phó Viện trưởng Viện kiểm sát nhân dân tỉnh Phú Thọ, được Viện trưởng Viện kiểm sát nhân dân tối cao Việt Nam Lê Minh Trí bổ nhiệm giữ chức vụ Viện trưởng Viện kiểm sát nhân dân tỉnh Phú Thọ nhiệm kì 5 năm thay cho ông Đoàn Minh Hương nghỉ hưu.
Từ ngày 1 tháng 3 năm 2023, Đỗ Đình Chữ được Viện trưởng Viện kiểm sát nhân dân tối cao Việt Nam Lê Minh Trí bổ nhiệm giữ chức vụ Chánh Văn phòng VKSND tối cao. Thời hạn bổ nhiệm là 05 năm, kể từ ngày 01/3/2023.